# Martín Rodríguez
Martín Rodríguez (Buenos Aires, 18 december 1969) is een voormalig Argentijns tennisser die tussen 1991 en 2005 actief was in het professionele tenniscircuit.
García was vooral in het dubbelspel succesvol met zes toernooioverwinningen daarnaast nog in acht finaleplaatsen.

## Palmares
| Legenda                       | Legenda               |
| ----------------------------- | --------------------- |
| Grand Slam                    |                       |
| Olympische Spelen             |                       |
| tot 2009                      | vanaf 2009            |
| Tennis Masters Cup            | ATP Finals            |
| ATP Masters Series            | ATP Tour Masters 1000 |
| ATP International Series Gold | ATP Tour 500          |
| ATP International Series      | ATP Tour 250          |

### Enkelspel
| Nr.                  | Jaar          | Toernooi        | Ondergrond | Tegenstander in finale | Score                  | Details |
| -------------------- | ------------- | --------------- | ---------- | ---------------------- | ---------------------- | ------- |
| Gewonnen challengers |               |                 |            |                        |                        |         |
| 1.                   | 15 april 2001 | San Luis Potosí | Gravel     | Ota Fukárek            | 6-7(7), 7-6(2), 7-6(8) |         |

### Dubbelspel
| Nr.                                  | Jaar              | Toernooi             | Ondergrond    | Partner           | Tegenstanders in finale           | Score               | Details |
| ------------------------------------ | ----------------- | -------------------- | ------------- | ----------------- | --------------------------------- | ------------------- | ------- |
| Gewonnen finales herendubbelspel     |                   |                      |               |                   |                                   |                     |         |
| 1.                                   | 17 februari 2002  | ATP Viña del Mar     | Gravel        | Gastón Etlis      | Lucas Arnold Ker Luis Lobo        | 6-3, 6-4            | Details |
| 2.                                   | 24 februari 2002  | ATP Buenos Aires     | Gravel        | Gastón Etlis      | Simon Aspelin Andrew Kratzmann    | 3-6, 6-3, [10-4]    | Details |
| 3.                                   | 24 augustus 2003  | ATP Long Island      | Hardcourt     | Robbie Koenig     | Martin Damm Cyril Suk             | 6-3, 7-6(4)         | Details |
| 4.                                   | 18 april 2004     | ATP Valencia (1)     | Gravel        | Gastón Etlis      | Feliciano López Marc López        | 7-5, 7-6(5)         | Details |
| 5.                                   | 10 april 2005     | ATP Valencia (2)     | Gravel        | Fernando González | Lucas Arnold Ker Mariano Hood     | 6-4, 6-4            | Details |
| 6.                                   | 28 augustus 2005  | ATP New Haven        | Hardcourt     | Gastón Etlis      | Rajeev Ram Bobby Reynolds         | 6-4, 6-3            | Details |
| Verloren finales herendubbelspel     |                   |                      |               |                   |                                   |                     |         |
| 1.                                   | 27 februari 2000  | ATP Mexico-Stad      | Gravel        | Gastón Etlis      | Byron Black Donald Johnson        | 3-6, 5-7            | Details |
| 2.                                   | 3 februari 2001   | ATP Bogota           | Gravel        | André Sá          | Mariano Hood Sebastián Prieto     | 2-6, 4-6            | Details |
| 3.                                   | 15 februari 2004  | ATP Viña del Mar (1) | Gravel        | Nicolás Lapentti  | Juan Ignacio Chela Gastón Gaudio  | 6-7(2), 6-7(3)      | Details |
| 4.                                   | 25 april 2004     | ATP Monte Carlo      | Gravel        | Gastón Etlis      | Tim Henman Nenad Zimonjić         | 5-7, 2-6            | Details |
| 5.                                   | 19 september 2004 | ATP Delray Beach     | Hardcourt     | Gastón Etlis      | Leander Paes Radek Štěpánek       | 0-6, 3-6            | Details |
| 6.                                   | 3 oktober 2004    | ATP Palermo          | Gravel        | Gastón Etlis      | Lucas Arnold Ker Mariano Hood     | 5-7, 2-6            | Details |
| 7.                                   | 17 oktober 2004   | ATP Wenen            | Hardcourt (i) | Gastón Etlis      | Martin Damm Cyril Suk             | 7-6(4), 4-6, 6-7(4) | Details |
| 8.                                   | 6 februari 2005   | ATP Viña del Mar (2) | Gravel        | Gastón Etlis      | David Ferrer Santiago Ventura     | 3-6, 4-6            | Details |
| Gewonnen challengers herendubbelspel |                   |                      |               |                   |                                   |                     |         |
| 1.                                   | 28 februari 1993  | Viña del Mar         | Gravel        | Marcelo Rebolledo | Andrei Merinov Laurence Tieleman  | 6-3, 7-6            |         |
| 2.                                   | 8 december 1996   | Santiago             | Gravel        | Gastón Etlis      | Alejandro Aramburu Ramón Delgado  | 6-4, 6-4            |         |
| 3.                                   | 23 februari 1997  | Punta del Este       | Gravel        | Daniel Orsanic    | Nelson Aerts Fernando Meligeni    | 6-2, 6-4            |         |
| 4.                                   | 19 juni 1998      | Contrexéville        | Gravel        | Diego Del Río     | Alex López Morón Jairo Velasco    | 7-6, 4-6, 6-4       |         |
| 5.                                   | 9 augustus 1998   | Poznań               | Gravel        | Sebastián Prieto  | Cristian Brandi Marcio Carlsson   | 6-3, 6-4            |         |
| 6.                                   | 18 oktober 1998   | São Paulo            | Gravel        | Diego Del Río     | Edwin Kempes Peter Wessels        | 7-6, 6-3            |         |
| 7.                                   | 29 november 1998  | Lima (1)             | Gravel        | Diego Del Río     | Federico Browne Eduardo Medica    | 6-4, 7-6            |         |
| 8.                                   | 5 december 1999   | Caracas              | Hardcourt     | Gastón Etlis      | Jose De Armas Jimy Szymanski      | 6-4, 6-3            |         |
| 9.                                   | 22 oktober 2000   | Lima (2)             | Gravel        | Gastón Etlis      | Juan Ignacio Chela Luis Horna     | 6-2, 5-2, opgave    |         |
| 10.                                  | 23 september 2001 | Florianópolis        | Gravel        | Gastón Etlis      | Stephen Huss Lee Pearson          | 6-2, 6-1            |         |
| 11.                                  | 7 oktober 2001    | Guadalajara          | Gravel        | Gastón Etlis      | Agustín Calleri Ignacio Hirigoyen | 7-5, 7-5            |         |

## Prestatietabel
| Legenda | Legenda                          |
| ------- | -------------------------------- |
| g.t.    | geen toernooi gehouden           |
| l.c.    | lagere categorie                 |
| –       | niet deelgenomen                 |
| G       | uitgeschakeld in de groepsfase   |
| 1R      | uitgeschakeld in de eerste ronde |
| 2R      | uitgeschakeld in de tweede ronde |
| 3R      | uitgeschakeld in de derde ronde  |
| 4R      | uitgeschakeld in de vierde ronde |
| KF      | uitgeschakeld in de kwartfinale  |
| HF      | uitgeschakeld in de halve finale |
| F       | de finale verloren               |
| W       | het toernooi gewonnen            |
| w-v     | winst/verlies-balans             |

### Prestatietabel grand slam, enkelspel
| Toernooi        | 1998 | 1999 | 2000 |
| --------------- | ---- | ---- | ---- |
| Australian Open | –    | –    | 1R   |
| Roland Garros   | 1R   | 2R   | 1R   |
| Wimbledon       | –    | 1R   | –    |
| US Open         | 1R   | 1R   | –    |

### Prestatietabel grand slam, dubbelspel
| Toernooi        | 1998 | 1999 | 2000 | 2001 | 2002 | 2003 | 2004 | 2005 |
| --------------- | ---- | ---- | ---- | ---- | ---- | ---- | ---- | ---- |
| Australian Open | –    | –    | 1R   | –    | –    | HF   | HF   | 1R   |
| Roland Garros   | –    | 3R   | 3R   | 2R   | 1R   | KF   | KF   | 2R   |
| Wimbledon       | –    | 1R   | 1R   | 1R   | 1R   | 3R   | 2R   | 3R   |
| US Open         | 1R   | 1R   | –    | 1R   | 1R   | 1R   | 1R   | 1R   |